# Генетика посттравматичного стресового розладу
Генетичний вплив, стосовно посттравматичного стресового розладу, недостатньо вивчений, через обмеження будь-яких генетичних досліджень психічних захворювань; оскільки він не може бути етично спричинений у вибраних групах. Через це, всі дослідження мають використовувати природні групи з генетичними подібностями та відмінностями, тож кількість даних обмежена. Однак, відомо, що генетика відіграє певну роль у розвитку ПТСР. Приблизно 30% відхилень щодо посттравматичного стресового розладу, спричинено лише генетикою. Наприклад, для пар близнюків, які брали участь у бойових діях у В’єтнамі, наявність однояйцевих (ідентичних) близнюків із посттравматичним стресовим розладом, була пов’язана з підвищеним ризиком ПТСР, порівняно з дизиготними (неідентичними) близнюками.

## Дослідження та можливі впливи
Існують докази того, що люди з генетично меншим гіпокампом, мають більшу ймовірність розвинути ПТСР, після руйнівної події. Дослідження також виявили, що ПТСР має багато генетичних впливів, загальних для інших психічних розладів. Панічні та генералізовані тривожні розлади й посттравматичний стресовий розлад, мають 60% однакових генетичних відмінностей. Залежність від алкоголю, нікотину та наркотиків, має більш ніж 40% генетичної подібності.
Гамма-аміномасляна кислота (ГАМК) є основним гальмівним нейромедіатором у мозку. Нещодавнє дослідження показало значну взаємодію між трьома поліморфізмами в гені рецептора ГАМК альфа-2 і тяжкістю дитячої травми, для передбачування ПТСР у дорослих. Дослідження виявило, що у людей із особливим генотипом передавання сигналів G-білка 2 (RGS2), білка, який знижує передачу сигналів рецептора, зв’язаного з G-білком, у дорослому віці є високий стресовий вплив від навколишнього середовища та діагнозу ПТСР, протягом життя. Це було особливо поширено серед дорослих із попередньою травмою та низькою соціальною підтримкою.
Нещодавно було виявлено, що кілька однонуклеотидних поліморфізмів (SNP) у FK506-зв’язувальному білку 5 (FKBP5), мають взаємозв'язок із дитячою травмою для прогнозування тяжкості ПТСР у дорослих. Ці результати свідчать про те, що особи з цими SNP, які зазнали насильства в дитинстві, більш сприйнятливі до ПТСР у дорослому віці.
Це особливо важливо, враховуючи те, що SNP FKBP5 раніше пов'язували з перитравматичною дисоціацією у дітей з медичними травмами (тобто дисоціацією під час травми в дитинстві), яка сама собою є прогностичною ознакою ПТСР. Більше того, FKBP5 може бути менш вираженим у тих, хто має поточний посттравматичний стресовий розлад. Інше недавнє дослідження виявило єдиний SNP в передбачуваному елементі відповіді на естроген на ADCYAP1R1 (кодує рецептор поліпептиду I типу, що активує аденілатциклазу гіпофіза або PAC1), щоби передбачити діагноз і симптоми ПТСР у жінок. До речі, цей SNP також пов'язується з розпізнаванням страху. Дослідження показує, що порушення на шляху PACAP-PAC1 причетні до аномальних стресових реакцій, що лежать в основі посттравматичного стресового розладу.
ПТСР — психічний розлад, який потребує зовнішньої події, на яку люди можуть по-різному реагувати. Через це, дослідження генного середовища, здебільшого, є найбільш показовими щодо їхнього впливу на ймовірність ПТСР, ніж вивчення основного впливу гена. Недавні дослідження, виявили взаємодію між PFBP5 (захворювання, пов'язані з FKBP5, охоплюють великий депресивний розлад і астму)  і дитячим середовищем, для передбачування тяжкості посттравматичного стресового розладу. Поліморфізми FKBP5 пов’язані з перитравматичною дисоціацією у психічно хворих дітей. Дослідження дуже травмованих афроамериканців із міських клінік первинної медичної допомоги, вказало на 4 поліморфізми гена FKBP5, кожен з яких має вплив. Взаємодія між поліморфізмом і тяжкістю жорстокого поводження в дитинстві, передбачає тяжкість симптомів ПТСР у дорослих. Нещодавнє дослідження афроамериканського населення показало, що генотип TT гена FKBP5, пов’язаний з найвищим ризиком ПТСР серед тих, хто пережив труднощі в дитинстві, однак особи з таким-же генотипом, що не зазнали складнощів у дитинстві, мали найнижчий ризик ПТСР. Крім того, залежність від алкоголю, взаємодіє з поліморфізмом FKBP5 і негараздами в дитинстві, щоби підвищити ризик ПТСР у цих популяціях. Доведено, що експресія мРНК FKPB5 яка додатково стається після травми, свідчить про пізніший розвиток посттравматичного стресового розладу.
Дослідження осіб, які пережили геноцид у Руанді, показало, що носії алелі Val показали очікуваний зв’язок відповіді (реакції), між більшою кількістю травматичних подій протягом життя, та діагнозом ПТСР впродовж життя. Однак особи з гомозиготами за генотипом Met/Met, виявили високий ризик посттравматичного стресового розладу протягом життя, незалежно від кількості руйнівних переживань. Люди з генотипом Met/Met, також продемонстрували знижене згасання умовних реакцій страху, що може пояснити високий ризик посттравматичного стресового розладу, у представників з таким генотипом.
Багато генів впливають на лімбіко-фронтальну нейросхему внаслідок її складності. Основний ефект алеля D2A1 дофамінового рецептора D2 (DRD2) має потужний зв’язок із діагнозом ПТСР. Алель D2A1 також показав значний зв’язок із посттравматичним стресовим розладом у тих, хто вживає шкідливі напої. Крім того, поліморфізм гена транспортера дофаміну SLC6A3 має значний зв’язок із хронічним ПТСР. Поліморфізм гена рецептора серотоніну 2A був пов'язаний з посттравматичним стресовим розладом у корейських жінок. Доведено, що короткий алель промоторної області транспортера серотоніну (5-HTTLPR) менш ефективний, ніж довгий алель, і пов’язаний з реакцією мигдалеподібного тіла на зникнення обумовленості страху. Однак короткий алель пов’язаний зі зниженим ризиком ПТСР у середовищі з низьким рівнем ризику, але високим ризиком ПТСР у середовищі високого ризику. Генотип s/s виявив високу ймовірність розвитку ПТСР, навіть у відповідь на невелику кількість руйнівних подій, але особи з алелем l, демонструють підвищені показники ПТСР із збільшенням травматичного досвіду.
Повногеномне асоційоване дослідження (GWAS), дає можливість виявити нові варіанти ризику посттравматичних стресових розладів, які, своєю чергою, допоможуть нам зрозуміти етіологію розладу. Перші результати вказують на доцільність і потенційну значущість GWAS, для визначення біомаркерів поведінки пов’язаної з тривогою, яка свідчить про майбутнє ПТСР. Ці дослідження можуть привести до відкриття нових локусів сприйнятливості та симптоматики тривожних розладів, зокрема посттравматичного стресового розладу.

## Епігенетика
Генетичні дослідження та вивчення навколишнього середовища, само собою не можуть пояснити важливість впливу факторів розвитку на фенотипічні зміни, пов’язані з ПТСР. Епігенетична модифікація — це зміна ДНК, спричинена навколишнім середовищем, яка змінює функцію, а не структуру гена. Біологічний механізм епігенетичної модифікації, зазвичай передбачає метилювання цитозину в гені, що призводить до зниження транскрипції цього сегмента ДНК. Нейроендокринні зміни, які спостерігаються на тваринних моделях, схожі на ті, що виникають під час посттравматичного стресового розладу, коли низький базальний кортизол і посилене пригнічення кортизолу, у відповідь на синтетичний глюкокортикоїд, стають спадковими. Нижчі рівні мРНК глюкокортикоїдного рецептора (GR) були виявлені в гіпокампі жертв самогубства з історією жорстокого поводження в дитинстві. Не вдалося відстежити стан метилювання протягом тривалого часу, однак інтерпретація полягає в тому, що зміни метилювання на ранньому етапі розвитку, є тривалими та стійкими. Існує гіпотеза, що епігенетично опосередковані зміни в осі HPA можуть бути пов’язані з підвищеною вразливістю до ПТСР після травматичних подій. Ці висновки підтверджують механізм, за яким травма раннього віку є потужним фактором ризику розвитку посттравматичних стресових розладів у зрілому віці шляхом перекалібрування контрольної точки та чутливості до стресу осі HPA. Дослідження показали підвищений ризик посттравматичних стресових розладів і низький рівень кортизолу у нащадків жінок, які пережили Голокост, з посттравматичним стресовим розладом. Епігенетичні механізми також можуть мати відношення до внутрішньоутробного середовища. Матері з посттравматичним стресовим розладом, народжували немовлят із нижчим рівнем кортизолу в слині лише в тому випадку, якщо травматичний вплив стався під час третього триместру вагітності. Ці зміни відбуваються через передавання гормональних реакцій плоду, що призводить до перепрограмування чутливості глюкокортикоїдів у потомства.

## Еволюційна психологія
Еволюційна психологія розглядає різні типи переляків і реакцій, викликаних страхами, як адаптації, які могли бути корисними в середовищі предків, щоб уникнути або впоратися з різними загрозами. Загалом, ссавці використовують кілька захисних форм поведінки, які приблизно залежать від того, наскільки близько до загрози: уникнення, пильна нерухомість, відхід, агресивний захист, умиротворення і, нарешті, повна застигла нерухомість (останнє, можливо, щоб збити з пантелику рефлекс нападу хижака, або удавати мертвого та заражене бактеріями тіло). ПТСР може відповідати надмірному збудженню таких схем страху та бути спричиненим ними. Отож, поведінка уникнення посттравматичних стресових розладів, може відповідати уникненню ссавцями загроз та відходу від них. Поліпшення пам’яті про минулі загрози, може сприяти запобіганню подібних подій у майбутньому, а також бути передумовою для вивчення минулої загрози та розвитку кращої захисної поведінки.